# Plopi, Teleorman
Plopi este un sat în comuna Beuca din județul Teleorman, Muntenia, România. În trecut, a mai aparținut de comunele Zâmbreasca și Drăcșenei, fiind, de asemenea, pentru scurte perioade de timp, o comună de sine stătătoare. Se află în partea de nord a județului, în Câmpia Găvanu-Burdea, pe malul stâng al pârâului Zâmbreasca. La recensământul din 2002 avea o populație de 282 locuitori. Numele satului provine de la zăvoaiele de plopi de la marginea așezării, din lunca pârâului. Plopii au fost defrișați în anii 1970. Cel mai apropiat oraș, Roșiorii de Vede, este situat la c. 30 km (rutier) și 18 km (feroviar, prin intermediul stației de cale ferată Beuca). În linie dreaptă, capitala României, București, se află la aproximativ 90 km est de localitate.

## Atestare documentară
Cea mai veche mențiune despre sat apare într-un document din vremea domniei lui Constantin Brâncoveanu (26 aprilie 1692), în care sunt menționați 12 boieri care participă la hotărnicia moșiei Nenciulești a mănăstirii Cotmeana. Între boieri sunt menționați ”Tudor Logofăt, fiul lui Tudor,  Paharnic din Plopi” (Ecaterina Țânțăreanu, Habitat medieval în sud-vestul Munteniei în sec. XIV-XVII. Temeiuri istorice și arheologice, Editura Renaissance, București, 2010, p. 62). O altă mențiune istorică datează de după Unirea Principatelor (1859), când o delegație din satul care aparținea, la acel moment, Episcopiei Argeșului, a mers la Cuza pentru a-l felicita cu ocazia alegerii ca domn.

## Organizare administrativă
Până în anul 2003, satul Plopi a aparținut administrativ de comuna Drăcșenei. După o reorganizare administrativă, a fost inclus în comuna Beuca, Teleorman. În trecut, a aparținut, de asemenea, de comuna Zâmbreasca, Teleorman. Pentru o scurtă perioadă (după Marea Unire), Plopi a fost comună de sine stătătoare.

## Geografie

### Vegetație
Satul este așezat într-o zonă de silvostepă, cea mai apropiată pădure fiind cea de la Beuca, situată la c. 3 km de sat. Lângă sat se află cel mai bătrân copac din nordul județului, un stejar vechi de câteva sute de ani, rămas dintr-o pădure străveche. Până la sfârșitul secolului XIX, o altă pădure se întindea de la marginea satului spre unul dintre satele vecine, Ciolănești.

### Faună
Fauna este formată din rozătoare (iepuri de câmp, șoareci de câmp), căpriori și păsări de luncă și stepă (fazani, potârnichii, prepelițe).

## Demografie și economie
Satul Plopi este o așezare mică, de 282 de locuitori (2002), majoritatea în vârstă, localitatea cunoscând un proces accelerat de depopulare în anii industrializării socialiste, continuat și în perioada postcomunistă. Populația este formată în totalitate din etnici români, fiind probabil singura localitate din județ fără minorități naționale. 
Locuitorii se ocupă astăzi, ca și în trecut, cu cultivarea plantelor și creșterea animalelor.
În sat se află o școală cu clasele I - IV, în care învață până la 10 copii, un cămin cultural rămas din perioada comunistă, care adăpostește și școala, fosta clădire a școlii, deși construită în anii 70, fiind în stare avansată de degradare.
Biserica din sat, cu hramul Sf. Mucenic Gheorghe, după mai multe încercări de a fi construită (1920, 1944, în anii 1970, în perioada păstoririi preotului Gheorghe Rădulescu din comuna Beuca), a fost sfințită de către P.S Galaction al Alexandriei și Teleormanului, pe data de 19 octombrie 1997, de praznicul Sfântului Ioan de Rila, fiind înălțată cu ajutor financiar din partea omului de afaceri de origine aromână George Becali. Biserica a fost pictată în stil neo-bizantin de către Ovidiu Preutescu, ucenic al marelui pictor și duhovnic ortodox Sofian Boghiu de la mănăstirea Antim din București (alături de care a pictat mai multe biserici importante din țară și din Siria). Bolta sfântului altar și catapeteasma sunt opera pictoriței Lucia Turcea, sora poetului Daniel Turcea. Liță Constantin (Purice), Constantin Laurenția, Ilie Eugen și Stoica Marin au depus un efort deosebit la construcția bisericii.
Locuitorii din Plopi au dat dovadă, de altfel, de-a lungul timpului, de un spirit civic mai accentuat în comparație cu cei din satele vecine. Astfel, în ultimii ani ai regimului comunist au realizat, cu propriile forțe, pietruirea străzii principale. De asemenea, au ridicat prin muncă voluntară biserica din sat și podul care leagă satul de comuna Beuca.

## Ritualuri și obiceiuri
Se mai păstrează și astăzi un obicei străvechi, cel al Călușului, care se desfășoară în fiecare an, de Rusalii, după vechiul ritual, puțin alterat, dar total diferit de ceea ce cunoaștem a fi Călușul, așa cum apărea el la Cântarea României. Un alt obicei interesant, cu origini străvechi, precreștine, ca și Călușul, era cel al ,,Mamaiacei". ,,Mamaiaca" sau ,,Mama Iaka"(Mama cea puternică) se făcea când era secetă. Atunci, femeile mai în vârstă puneau pe copii să facă o păpușă din lut (numită ,,mamaiacă", de la care numele obiceiului) care trebuia ,,jelită" cu lacrimi adevărate de către copii și scufundată în apă (în fântână sau în pârâu) pentru a aduce ploaia. De menționat că principiul complementar masculin la Mama Iaka, Iakakui - are astăzi o conotație negativă în limbajul sătenilor.
De asemenea, un alt obicei este ,,Spălatul picioarelor", de Sfânta Treime (a doua zi de Rusalii), când femeile mai în vârstă ies în poieni (,,pe vale") cu tuciuri mari cu apă caldă și spală picioarele copiilor, zvântate apoi, după ce sunt mai întâi "închinate", pe frunze de lipan (brusture). Obiceiul se desfășoară în amintirea primirii și spălării picioarelor "celor trei îngeri", care preînchipuiau Dumnezeirea (Sfânta Treime), de către patriarhul biblic Avraam. Urmează o masă la care copii primesc diferite ,,atenții": biscuiți, bomboane și ,,colarezi" (făină fiartă în lapte și îndulcită cu zahăr).
În sat mai există și obiceiul mersului cu "împărțanie".
Acesta constă în împărțirea de colaci făcuți după anumite rânduieli, astăzi cunoscute de tot mai puține femei, cu denumiri precum: Drept Dumnezeu, Năpuroșnie, căpițele, boboroade, date ca milostenie pentru cei adormiți, după ce, mai întâi, s-a trecut cu ele, duminica înainte de zori, pe la cimitir.
Jelitul la cimitir, cu oala de tămâie și cu multe lumânări aprinse, este un alt obicei specific plopencelor, considerat de către cercetători unic în sudul României. De sfinții 40 de mucenici, se împart 40 de colăcei din cocă, sub formă de oameni-mucenici, cu ochi, nas, gură, mantii lungi, pe care, cu o țeavă de suveică, se fac chiar și nasturi. Mucenicii sunt numiți în sat bradoși ori brandoși. Mersul copiilor, în ziua de Bobotează, cu agheasmă și busuioc, pentru a boteza casele, gospdăria și animalele sătenilor se mai păstrează și astăzi.
Colindul, steaua, plugușorul, sorcova - sunt, de asemenea, obiceiuri prezente în sat, în timp ce Irodul, Ulcelele, Strigatul fetelor de pe dealuri - s-au pierdut.
Credința în Iele, datul în bobi, descântatul de brâncă, de deochi apar din ce în ce mai firave. Clicul este un obicei acum aproape pierdut. Oamenii, seara, după ce terminau treburile în gospodărie, se adunau din loc în loc în sat, la câte o poartă, și stăteau până noaptea târziu de vorbă, în timp ce copiii se jucau împrejur. Uneori, la clicuri, se cânta la fluier ori caval. Alte obiceiuri specifice se mai desfășurau la nunți, înmormântări, botezuri (datul de grindă, de ex.), dar astăzi sunt pe cale de dispariție (cele de la înmormântări se păstrează mai bine, dată fiind frecvența acestora).

### Regionalisme și arhaisme
Bomb pentru corcoduș; tron pentru sicriu; drăidi și iakakui pentru demon; bradoș/brandoș pentru mucenic/măcinic; aralie pentru vijelie/futună puternică; ole! - pentru exprimarea mirării; sorică pentru floarea-soarelui; fetițălică, băietelică pentru fetițo, respectiv băiete; gâgâlice pentru pepene verde; bolbotină pentru fruct verde abia început să se formeze; boșcotină pentru pisică bătrână leneșă; bïa- formulă de adresare frecventă între două persoane de genul feminin, în sensul de fată, fa; bică - formulă (mai rară) de adresare către un copil, cu sensul de drăguțule/drăguțo; comperativă pentru magazin sătesc; lul pentru leagăn; glogozenii (doar la plural), pentru resturi vegetale mărunte de paie, bețe de floarea-soarelui etc., în sensul de murdărie. În portul sătenilor din Plopi intră obiecte de vestimentație și încălțăminte precum: pieptarul, fota, ia, călțunii.

## Descoperiri arheologice
În perioada comunistă (anii 1970), a fost descoperit în vatra satului, cu ocazia muncilor agricole, unul dintre cele mai mari tezaure de monede turcești timpurii, format din 211 piese, bătute în a doua jumătate a sec. XV și primele două decenii ale sec. XVI.
În anul 1993, s-a descoperit un tezaur de c. 200 de denari romani republicani din argint, datând din sec. III-II î.Hr. S-au recuperat doar 15 exemplare, nouă dintre acestea aflându-se în prezent la Cabinetul de Numismatică al Academiei Române.
În anul 2005, a fost descoperită, pe un deal din partea de nord a satului (pe islazul de oi al comunității, în apropierea unui mic lac de acumulare, locul numit ”La Dig”) urmele unei așezări aparținând culturii Tei (în această regiune sunt puține așezări de acest tip). S-au găsit la suprafață și într-o râpă fusaiole, fragmente de chirpici (material din care erau construite casele), fragmente ceramice cu decor specific acestei culturi și fragmente de zgură, dovadă a practicării prelucrării bronzului.
Tot lângă sat, dar în partea dinspre sud, s-au identificat la suprafață urmele unei așezări din Epoca Fierului, cu decor specific dacilor (brâu răsucit), fragmente de chirpici, fragmente ceramice, fusaiole.
Nu s-au efectuat cercetări arheologice (sondaje sau săpături), descoperirile fiind în fază de semnalare. Pe de altă parte, vestigiile la suprafață sunt puține, cele două așezări, aparținând Epocii Bronzului, respectiv, Epocii Fierului, nefiind foarte mari conform constatărilor preliminare.
Pe aproape toate dealurile din jur mai apar, din loc în loc, fragmente ceramice datând din preistorie (cercetări efectuate de istoricul Stan Stoica, originar din Plopi).